# 德文 (清朝官員)
德文（?—?），姓氏不详，中國清朝官員，正白旗出身。一人在雍正五年官杭州织造笔帖式，和江宁织造员外郎曹頫（曹雪芹继父）、苏州织造库使麻色共犯事被遣乌喇。另有同名德文在乾隆年间由刑部笔帖式升迁，1755年－1758年擔任福建分巡台灣道，實際管轄全台灣軍政。还有乾隆中后期同名德文 (乾隆进士)。

## 簡介
德文屬於正白旗。1720年代擔任杭州織造筆帖式，工作為負責翻譯漢、滿章奏與文書抄寫。1727年，他曾聯同江宁织造曹頫（曹雪芹父親）、蘇州織造烏林人麻色向驛站索賄（內開曹頫收過銀三百六十七兩二錢，德文收過銀五百十八兩三錢二分，麻色收過銀五百零四兩二錢）遭到革退並「枷號兩個月，鞭責一百，發遣烏喇，充當打牲壯丁。」此事件，也讓曹雪芹的家產全數被抄。乾隆初官方编订的《八旗通谱》有呼伦觉罗氏，正白旗雅尔布，叶赫地方人，原系扎尔古齐（扎尔固齐即汉文理事官），其孙绰内原任司库，曾孙硕色原任郎中，海扎尔图原任司库，和善原任参领，三格原任骁骑校，元孙特克慎现任委署䕶军参领，德文原任笔帖式。
另外有同时期同名德文，亦正白旗，两人易混，乾隆年间由刑部筆帖式及並歷任至浙江糧道，1755年，升任福建分巡台灣道。1758年，再因為任職台灣道期間貪污，被朝廷論罪罷免。